# Anedzsib
Anedzsib, néhány helyen Adzsib vagy Enezib, ókori egyiptomi király nevének jelentése: Biztos szívű, Manethón királylistájában az I. dinasztiában 26 évig uralkodó Miebaisz nevével azonosítható.

## Uralkodása
Az archaikus Egyiptom egy új korszakát jelképezi. Nem tudjuk, hogy rokona-e a korábbi uralkodóknak, székhelye azonban bizonyosan nem Nehen városa, hanem az attól jóval északabbra elterülő Thini. Nem ismerjük a székhelyváltás okát, ami lehetett politikai döntés (az annektált területre költöző dinasztia), illetve lehetett egy helyi uralkodóház felemelkedése is. Nevét utódja, Szemerkhet idején sok feliratról kitörölték.

## Sírhely

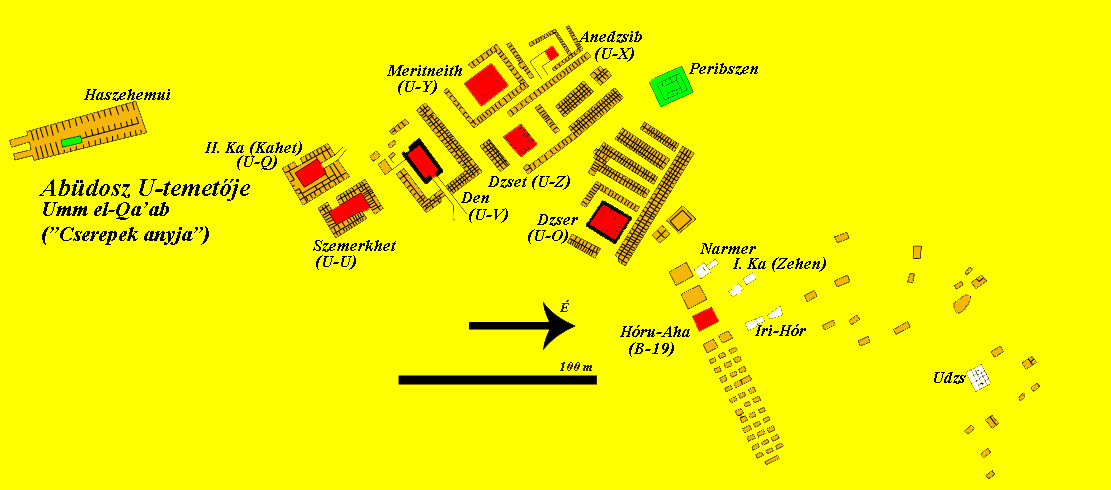
Az abüdoszi temető (Umm el-Kaáb) Anedzsib sírjával

Anedzsib sírját régészek az Abüdosz melletti Umm el-Kaáb királyi temetőben tárták fel. Az (U-)X vagy X-sír névvel fémjelzett sír a temető legkisebb sírja, feltűnően kisebb, mint elődeié, de kisebb az őt követő Szemerkhet és II. Ka sírhelyeinél is. A sír 16,4 méter széles és 19 méter hosszú, egyetlen sírkamrával, amely faácsolat-burkolatú. A sírkamra két teremből áll, amelyet egy keleti lépcsőről lehet elérni. A sírkamrát 64 kisebb sír veszi körül, amelyek valószínűleg a király családja és udvaroncai számára készültek. Úgy tűnik, hogy az I. dinasztia végéig szokás volt az, hogy a királyhoz közeli személyeket vagy megölték, vagy ők öngyilkosságot követtek el, hogy a király mellett lehessenek eltemetve.
Anedzsib sírhelye az Umm el-Kaáb temető (U-)X jelű építménye (X-sír), Meritneith és Dzset szomszédja. Feltűnően kisebb, mint elődeié, de kisebb az őt követő Szemerkhet és II. Ka sírhelyeinél is: 16,4 méter széles és 19 méter hosszú, egyetlen sírkamrával, amely faácsolat-burkolatú. A melléktemetkezések is kisebb számúak.
A Walter Emery által Anedzsibnek tulajdonított szakkarai S 3038-as sír valószínűleg egy Nebetka nevű alsó-egyiptomi nemesé volt.

## Titulatúra
A fáraók titulatúrájának magyarázatát és történetét lásd az Ötelemű titulatúra szócikkben.
| G5 |

| G5 |

| V27 · F34 |

| V27 · F34 |

| V27 · F34 |

| V27 · F34 |

| G5 |

| G5 |

| V27 · F34 |

| V27 · F34 |

| V27 · F34 |

| V27 · F34 |

| G16 |

| G16 |

| U6 | N42 · p |

| U6 | N42 · p |

| G16 |

| G16 |

| U6 | N42 · p |

| U6 | N42 · p |

| M23 | L2 |

| M23 | L2 |

| U6 | N42 · Q3 |

| U6 | N42 · Q3 |

| U6 | N42 · Q3 |

| U6 | N42 · Q3 |

| U6 | N42 · Q3 |

| U6 | N42 · Q3 |

| U6 | N42 · Q3 |

| U6 | N42 · Q3 |

| M23 | L2 |

| M23 | L2 |

| U6 | N42 · Q3 |

| U6 | N42 · Q3 |

| U6 | N42 · Q3 |

| U6 | N42 · Q3 |

| U6 | N42 · Q3 |

| U6 | N42 · Q3 |

| U6 | N42 · Q3 |

| U6 | N42 · Q3 |